# Đèo Bụt, Yên Sơn
Đèo Bụt, còn gọi là dốc Đền, là đèo trên quốc lộ 2C ở xã Phú Thịnh huyện Yên Sơn tỉnh Tuyên Quang .

## Vị trí
Đèo Bụt trên quốc lộ 2C, trước đây là đường tỉnh 186, ở vùng đất thôn Đèo Bụt xã Phú Thịnh. Quốc lộ 2C mới nâng cấp, chạy lòng vòng trong tỉnh Tuyên Quang ở huyện Yên Sơn và Sơn Dương.
Tại Yên Sơn quốc lộ 2C bắt đầu từ Ngã ba Yên Thịnh 21°48′49″B 105°14′45″Đ / 21,813746°B 105,24574°Đ ở ngoại ô thành phố Tuyên Quang trên Quốc lộ 37, đi hướng đông bắc. Đỉnh đèo cách ngã ba Yên Thịnh cỡ 7,5 km, cách thành phố Tuyên Quang cỡ 11 km .